# International Soccer
International Soccer ist ein Computerspiel aus dem Jahr 1983, das für den Heimcomputer Commodore 64 erschien. Das Spiel wurde vom Computer-Hersteller Commodore selbst veröffentlicht und erhielt durchgängig gute Kritiken.

## Spielprinzip
International Soccer ist eine Sportsimulation für den Commodore 64. Man kann das Spiel alleine oder zu zweit spielen; in ersterem Fall kann man die Stärke des Computergegners auf einer Skala von 1 bis 9 festlegen. Jedes Team kann pro gewonnenes Spiel verschiedene Trikots gewinnen.
Jede Mannschaft besteht aus sechs Feldspielern und einem Torwart. Jeder Spieler kann aus fünf Farben Trikots für seine Spielfiguren auswählen. Das Spielfeld ist größer als der Bildschirm und scrollt horizontal. Im Spiel kontrolliert der Spieler die Spielfigur seiner Mannschaft, die dem Ball am nächsten ist, und kann den Ball schießen, dribbeln oder Zweikämpfe bestreiten. Einwürfe, Abstöße und Eckstöße sind ins Spiel integriert. Für damalige Verhältnisse ungewöhnlich waren Details wie eine Halbzeitpause oder eine Siegerehrung. Jedes Spiel ist in zwei Hälften à 200 Sekunden aufgeteilt.  Die Mannschaft, die gewinnt, bekommt einen goldenen Pokal von einer Frau in einem blauen Kleid überreicht.
Durch einen Programmierfehler hat ein Team beim Dribbeln immer einen minimalen Vorteil, der aber durch den Seitenwechsel zur Halbzeit ausgeglichen wird.

## Entwicklungs- und Veröffentlichungsgeschichte
Programmierer Andrew Spencer war nach eigenem Bekunden kein Fußballfan und beim Schulsport schlecht in der Sportart. Sein Hobby waren Heimcomputer – er programmierte Spiele auf dem Commodore PET, zunächst in BASIC, dann in Assembler. Er entwickelte zwei Spiele für Commodore, die der Computerhersteller selbst vermarktete, wandte sich dann aber der Anwendungsprogrammierung zu. Für seinen neuen Heimcomputer Commodore 64 wollte der Hersteller ein Fußballspiel anbieten und kontaktierte über das britische Büro in Slough Spencer, der zustimmte.
Spencer ließ sich grob vom Spiel NASL Soccer inspirieren, das 1980 für die Spielkonsole Intellivision erschienen war. Auf die meisten Spielelemente kam er durch Experimentieren; einige (wie die Anzahl der Spieler) waren durch hardwareseitige Beschränkungen bedingt.
International Soccer wurde durch Commodore zunächst ausschließlich als Steckmodul vertrieben. 1988 wurde das Spiel durch den britischen Publisher CRL wiederveröffentlicht, dann auf den gängigeren Datenträgern Kassette und Diskette.
Andrew Spencer basierte sein nächstes Spiel auf dem Code von International Soccer: Für International Basketball, ebenfalls von Commodore veröffentlicht, tauschte er die Grafiken aus und passte das Spielgeschehen den Basketball-Spielregeln an.

## Rezeption
International Soccer war über einen längeren Zeitraum hinweg erfolgreich. In den Verkaufscharts im Vereinigten Königreich belegte das Spiel im Februar und im November 1984 die Spitzenposition.
Das britische Printmagazin Zzap!64 rezensierte 1988 die Neuveröffentlichung des Spiels durch CRL. Redakteur Gordon Houghton stellte klar, dass International Soccer fünf Jahre nach der Erstveröffentlichung grafisch mit modernen Fußballspielen nicht mehr mithalten könne, außerdem seien die beständig vergeblichen Fangversuche des Torwarts unfreiwillig komisch. Das Spiel besteche aber immer noch durch seien hohe Spielbarkeit, die eleganten Bewegungen der Spielfiguren und die Möglichkeit, komplexe Spielzüge zu generieren. Das Spiel sei 1988 zwar nicht mehr brillant, aber immer noch die schnellste Fußballsimulation auf dem Commodore 64. Das US-Technologiemagazin InfoWorld bezeichnete das Spiel als „Minimeisterwerk“. Redakteur Scott Mace hob hervor, dass der Ball im Flug Schatten werfe, was einen kleinen 3D-Effekt bewirke. Die Animationen des Spiels seien gerade vor dem Hintergrund lder limitierten Fähigkeiten des Commodore 64 exzellent. Kritisiert wurde nur die durch den Computer getätigte Auswahl der gerade aktiven Spielfigur; mitunter übernehme man Spieler, die weit vom Ball entfernt stünden. Das US-amerikanische Ahoy!-Magazin lobte das schnelle Spielgeschehen, die Grafik und die schnelle Reaktion des Spiels auf Joystick-Eingaben.
Das britische Printmagazin Computer and Video Games urteilte 1988 retrospektiv, International Soccer sei mutmaßlich das erfolgreichste unter den frühen Fußballspielen. Das Spiele leide zwar an „klobiger Grafik (und) groben Animationen“, sei jedoch auch gemessen an Standards von 1988 immer noch eines der besten Fußballspiele. Das ebenfalls britische Printmagazin Retro Gamer bezeichnete International Soccer 2008 als „Urururgroßvater“ der Spielereihen Pro Evolution Soccer und FIFA. Redakteur Craig Grannell lobte den Detailreichtum des Spiels und die KI des Computergegners, die allerdings beim Torwart regelmäßig aussetze und diese Spielfigur auf lustige Weise inkompetent wirken lasse.
Bei den „Arcade Awards“ des US-Magazins Electronic Games wurde International Soccer 1984 in der Kategorie „Best Computer Sports Game“ für seine detaillierten Grafiken und Animationen sowie das realistische Spielgeschehen mit einem „Certificate of Merit“ ausgezeichnet.